# Kępa Polska
Kępa Polska (prononciation : [ˈkɛmpa ˈpɔlska]) est un village polonais de la gmina de Bodzanów dans le powiat de Płock de la voïvodie de Mazovie dans le centre-est de la Pologne.
Il se situe à environ 9 kilomètres au sud-ouest de Bodzanów (siège de la gmina), 23 kilomètres au sud-est de Płock (siège du powiat) et à 75 kilomètres à l'ouest de Varsovie (capitale de la Pologne).

## Histoire
De 1975 à 1998, le village appartenait administrativement à la voïvodie de Płock.